# Cachoeira (Sao Tomé-et-Principe)
Pour les articles homonymes, voir Cachoeira.
Cachoeira (ou Caxoeira) est une localité de Sao Tomé-et-Principe située au nord de l'île de São Tomé, dans le district de Mé-Zóchi.

## Population
Lors du recensement de 2012, 215 habitants y ont été dénombrés.

## Culture
Une troupe (tragédia) de tchiloli, Marquês de Mantua, était domiciliée à Cachoeira.